# Enkephaline
Die Enkephaline (altgriechisch ἐγκέφαλος enképhalos „Gehirn“) sind eine Gruppe endogener Pentapeptide aus der Klasse der Opioidpeptide. Es handelt sich um vom Körper selbst produzierte Opioide. Zwei Verbindungen bilden diese Familie, die beim Schmerzempfinden eine wichtige Rolle spielen. Die beiden anderen Familien der Opioidpeptide sind die Endorphine und die Dynorphine.

## Entdeckung und Struktur

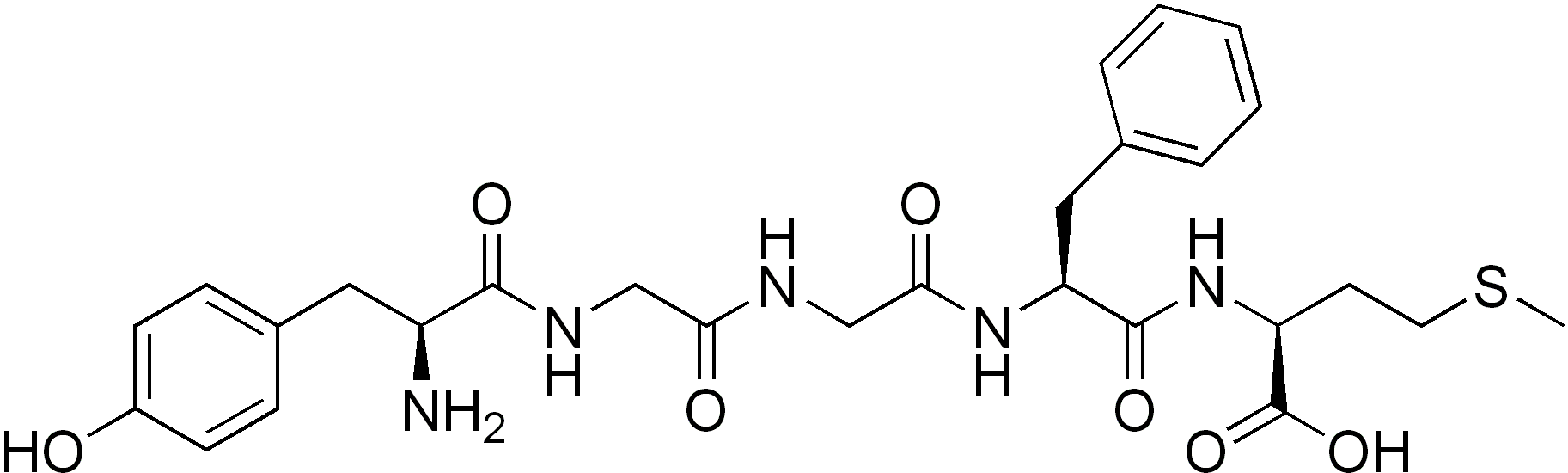
Met-Enkephalin

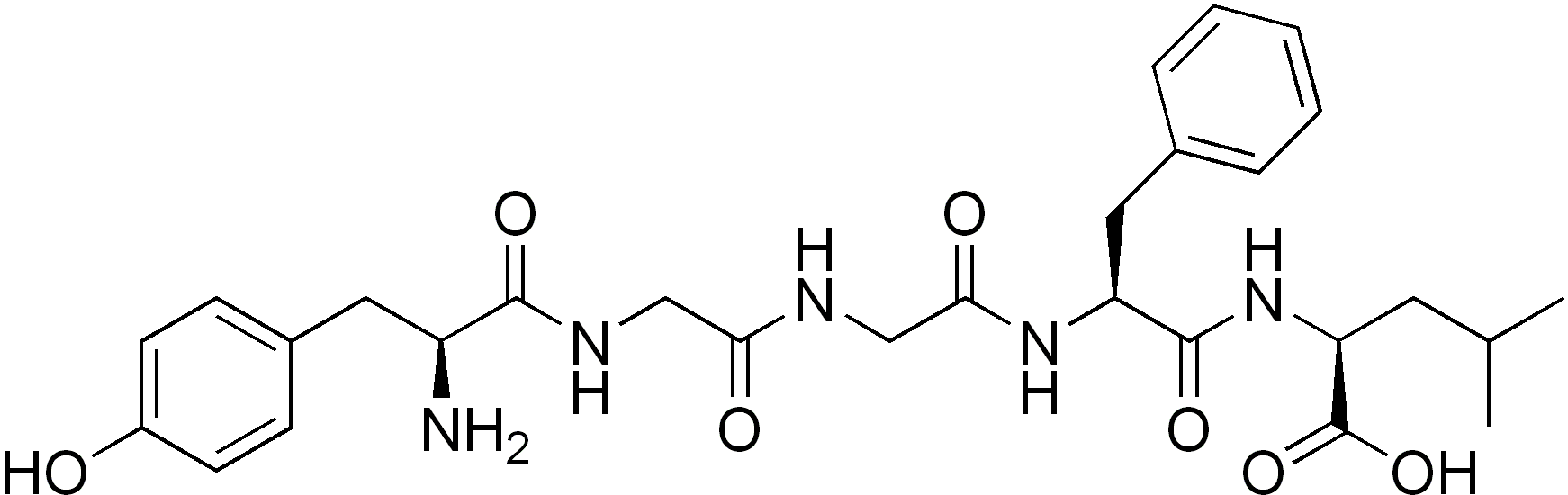
Leu-Enkephalin

Die beiden Neuropeptide wurden 1975 entdeckt. In der Peptidsequenz unterscheiden sie sich bei der fünften Aminosäure. Met-Enkephalin hat die Sequenz Tyr-Gly-Gly-Phe-Met und Leu-Enkephalin die Sequenz Tyr-Gly-Gly-Phe-Leu.

## Funktionsweise
Siehe Hauptartikel Opioidrezeptor
Der Rezeptor für die beiden Enkephaline sind die Opioidrezeptoren, die zur Gruppe der G-Protein-gekoppelten Rezeptoren gehören. Dort wirken die beiden Enkephaline als körpereigene Schmerzmittel.

## Genetik
Das die beiden Neuropeptide codierende Gen hat den Namen Proenkephalin (PENK). Es liegt beim Menschen auf Chromosom 8, Genlocus q23-q24. Die Met-Enkephalin-Sequenz wird dabei sowohl vom Enkephalin-Gen als auch vom Endorphin-Gene (POMC-Gene) codiert, während die Sequenz des Leu-Enkephalins sowohl vom Enkephalin-Gen als auch vom Dynorphin-Gen codiert wird.